# Canton d'Amiens-4-Est
Le canton d'Amiens 4e (Est) est un ancien canton français situé dans le département de la Somme et la région Picardie.

## Géographie
Ce canton était organisé autour d'Amiens dans l'arrondissement d'Amiens. Son altitude variait de 14 m (Amiens) à 106 m (Amiens) pour une altitude moyenne de 32 m.

## Histoire

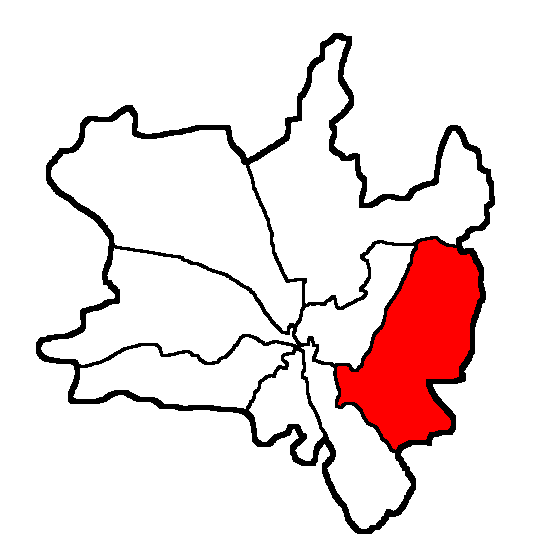
1973-2015

## Administration

### 1973 - 2015
| Régime        | Début | Fin  | Conseiller      | Parti | Parti | Observation                                                                                       |
| ------------- | ----- | ---- | --------------- | ----- | ----- | ------------------------------------------------------------------------------------------------- |
| Ve République | 1973  | 2004 | Liliane Brunet  |       | PCF   | Secrétaire                                                                                        |
| Ve République | 2004  | 2015 | Jean-Louis Piot |       | PS    | Gestionnaire d'un collège Adjoint au Maire de Camon Elu en 2015 dans le nouveau Canton d'Amiens-4 |

À la suite du redécoupage de 2014, ce canton est divisé en deux : une partie dont Camon rejoint le canton d'Amiens-3, tandis que l'autre partie avec Longueau se retrouve dans le canton d'Amiens-4.

## Composition
| Communes | Population (Modèle:Données/Canton d'Amiens-4-Est/évolution population) | Code postal | Code Insee |
| -------- | ---------------------------------------------------------------------- | ----------- | ---------- |
| Amiens   | 135 501 (1)                                                            | 80000       | 80021      |
| Camon    | 4 366                                                                  | 80450       | 80164      |
| Longueau | 5 220                                                                  | 80330       | 80489      |

(1) fraction de commune.

## Démographie
| 1962 | 1968 | 1975 | 1982 | 1990 | 1999 | 2009 |
| ---- | ---- | ---- | ---- | ---- | ---- | ---- |
| -    | -    | -    | -    | -    | -    | -    |